# الحكمة (أسوان)
قرية الحكمة هي إحدى القرى التابعة لمركز نصر النوبة في محافظة أسوان في جمهورية مصر العربية.